# فابيولا سانشيز
فابيولا سانشيز (بالإسبانية: Fabiola Sanchez)‏ (9 أبريل 1993 بألاخويلا في كوستاريكا - ) هي مدربة كرة قدم ولاعبة كرة قدم كوستاريكية في مركز الوسط. شاركت مع منتخب كوستاريكا الوطني لكرة القدم للنساء.

## وصلات خارجية
- فابيولا سانشيز على موقع الاتحاد الدولي (مؤرشف)  (الإنجليزية)
- فابيولا سانشيز على موقع الاتحاد الأوربي (الإنجليزية)
- فابيولا سانشيز على موقع قاعدة بيانات كرة القدم.إي يو (الإنجليزية)
- فابيولا سانشيز على موقع Soccerway.com (الإنجليزية)